# Gregor Sarrazin
Gregor Ignatz Sarrazin (* 13. März 1857 in Grätz, Posen; † 3. November 1915 in Breslau) war ein deutscher Schriftsteller und Anglist.

## Leben
Sarrazin studierte Germanistik und moderne Sprachen in Leipzig, Breslau, Tübingen und Berlin. Er habilitierte sich 1882 in Marburg und wurde Privatdozent, nach einem Wechsel nach Universität Kiel wurde er dort 1889 Professor für Englische Sprache und Literatur. Schließlich wechselte er 1900 an die Universität Breslau.
Sarrazin wurde in Marburg Ehrenmitglied des Akademischen Vereins für Studierende der Neueren Philologie im WKV, der späteren Marburger Burschenschaft Rheinfranken. Der Akademisch-Neuphilologische Verein Breslau ernannte ihn 1905 ebenfalls zum Ehrenmitglied.
Sarrazin verstarb am 3. November 1915 an einem Schlaganfall.

## Werke
Sarrazin trat vor allem durch seine Beschäftigung mit der englischen Sagenliteratur hervor. Außerdem beschäftigte er sich mit Themen zu  William Shakespeare. Er gab die dritte erweiterte Auflage des Shakespeare-Lexicon heraus sowie die Breslauer Beiträge Zur Literaturgeschichte zusammen mit seinem Breslauer Kollegen Max Koch.
- Wigamur: Eine literarhistorische Untersuchung, 1879 (Digitalisat)
- Ueber die Quellen des Orrmulum, (Habilitationsschrift) 1882,
- Octavian. Zwei mittelenglische Bearbeitungen der Sage, 1885
- Thomas Kyd und sein Kreis: eine litterarhistorische Untersuchung, E. Felber, 1892
- John Gay’s Singspiele, Felber, Weimar, 1898 (Herausgeber)
- William Shakespeares Lehrjahre: eine litterarhistorische Studie, Felber, Weimar, 1897
- Aus Shakespeares Meisterwerkstatt, stilgeschichtliche Studien. Reimer, Berlin, 1906
- Beowulf-Studien: ein Beitrag zur Geschichte altgermanischer Sage und Dichtung, Mayer & Müller, Berlin, 1888
- Von Kädmon bis Kynewulf, Mayer & Müller, Berlin, 1913